# ميكو تومي
ميكو تومي هو عالم فلك فنلندي من جامعة هيرتفوردشاير، اشتهر بمساهماته في اكتشاف عدد من الكواكب الخارجية، من بينها بروكسيما سنتوري ب الذي يدور حول أقرب نجم إلى الشمس، وكان ميكو تومي أول من وجد مؤشرات على وجود بروكسيما سنتوري ب في بيانات المراقبة الأرشيفية. وساهم في دراسة النظام الكواكبي الذي يدور حول تاو سيتي. وقد قاد تطوير تقنيات جديدة لتحليل البيانات للتمييز بين الملاحظات الناتجة عن النشاط الطبيعي للنجم وتلك التي تسببها الكواكب التي تدور حولها.

## منشورات
ساهم ميكو تومي في العديد من المقالات البحثية في عالم الكونيات بما في ذلك:
- «أرض خارقة في المنطقة السكنية»[2]
- «كوكبان حول نجم كابتن: باردة ومعتدلة فوق الأرض تدور حول أقرب هالة حمراء»[3]
- «البحث البايزي عن الكواكب ذات الكتلة المنخفضة حول م. يرسم تقديرات معدل الحدوث بناءً على إحصائيات الكراهية العالمية»[4]
- «نظام كوكبي معبأ ديناميكيًا حول GJ667C مع ثلاثة كواكب فائقة في منطقتها الصالحة للسكن»[5]

## اكتشافات
ساعد ميكو تومي في اكتشاف كوكب بروكسيما سنتوري ب من خلال مراقبة الجاذبية لنجمة بروكسيما سنتوري.